# Kreis Crossen (Oder)

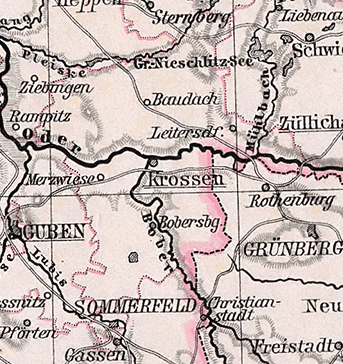
Das Kreisgebiet 1905

Der preußische Kreis Crossen (Oder), ursprünglich Kreis Crossen, bestand von 1816 bis 1945 in der Provinz Brandenburg. Namensgebend war Crossen (Oder), der Sitz des Landratsamts. Der Landkreis umfasste zuletzt auch die Städte Bobersberg und Sommerfeld (Nd. Lausitz) sowie 92 weitere Gemeinden und zwei Forst-Gutsbezirke. Das ehemalige Kreisgebiet liegt heute im Wesentlichen im Powiat Krośnieński in der polnischen Woiwodschaft Lebus.

## Verwaltungsgeschichte
1742 wurde der Krossener Kreis aus dem bisherigen schlesischen Herzogtum Crossen gebildet und der brandenburgischen Neumark eingegliedert.
1816 kam er in den neu gebildeten Regierungsbezirk Frankfurt der Provinz Brandenburg und trat seine Exklaven Baudach und Gablenz an den niederlausitzischen Kreis Sorau ab.
Zum 30. September 1928 fand im Kreis Crossen (Oder) entsprechend der Entwicklung im übrigen Freistaat Preußen eine Gebietsreform statt, bei der nahezu alle Gutsbezirke aufgelöst und benachbarten Landgemeinden zugeteilt wurden.
Nach Kriegsende 1945 wurde das Kreisgebiet von der Sowjetunion unter die Verwaltung der Volksrepublik Polen gestellt. In der Folgezeit begann die allmähliche Zuwanderung von Polen. Die deutsche Bevölkerung wurde von den örtlichen polnischen Verwaltungsbehörden vertrieben.

## Einwohnerentwicklung
| Jahr | Einwohner | Quelle |
| ---- | --------- | ------ |
| 1750 | 21.161    | [ 3 ]  |
| 1796 | 32.615    | [ 4 ]  |
| 1816 | 29.894    | [ 5 ]  |
| 1840 | 47.281    | [ 6 ]  |
| 1871 | 60.527    | [ 7 ]  |
| 1890 | 60.508    | [ 8 ]  |
| 1900 | 59.407    | [ 8 ]  |
| 1910 | 59.668    | [ 8 ]  |
| 1925 | 60.699    | [ 8 ]  |
| 1933 | 59.067    | [ 8 ]  |
| 1939 | 59.158    | [ 8 ]  |

## Landräte

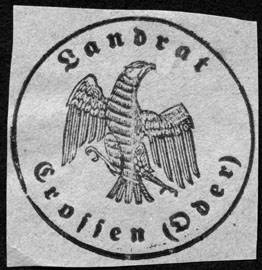
Landrat in Crossen – Siegelmarke

- 1723–1742 Alexander Rudolph von Rothenburg
- 1742–1751 Samuel Friedrich von Winning
- 1751–1763 Leopold Maximilian von Schlegel
- 1763–1769 Ernst Ludwig von Gloger
- 1769–1791 Johann Ernst von Oppeln
- 1791–1828 Ernst Wilhelm Rudolph von Troschke
- 1828–1859 August von Rheinbaben (1785–1859)
- 1859–1889 Wilhelm von Rheinbaben (1813–1891)
- 1889–1901 Gustav von Blomberg (1854–1919)
- 1902–1918 Wolf von Gottberg (1865–1938)
- 1918–1919 Josef Schoenkaes (* 1883)
- 1919–1933 Hans von Abel (1878–1937)
- 1933–1945 Erich Krüger

## Kommunalverfassung
Der Kreis Crossen (Oder) gliederte sich in Städte, Landgemeinden sowie – bis zu deren nahezu vollständiger Auflösung im Jahre 1928 – Gutsbezirke. Mit Einführung des preußischen Gemeindeverfassungsgesetzes vom 15. Dezember 1933 gab es ab dem 1. Januar 1934 eine einheitliche Kommunalverfassung für alle preußischen Gemeinden. Mit Einführung der Deutschen Gemeindeordnung vom 30. Januar 1935 trat zum 1. April 1935 im Deutschen Reich eine einheitliche Kommunalverfassung in Kraft, wonach die bisherigen Landgemeinden nun als Gemeinden bezeichnet wurden. Diese waren zu Amtsbezirken zusammengefasst.

## Verkehr
Schon früh durchzogen wichtige Eisenbahnlinien das Kreisgebiet. So wurde der Abschnitt Guben – Sommerfeld – Sagan der Niederschlesisch-Märkischen Eisenbahn-Gesellschaft bereits 1846 eröffnet >121.0<.
Im Jahre 1870 folgte die Märkisch-Posener Eisenbahn-Gesellschaft mit ihren Strecken Guben – Crossen – Bentschen und Frankfurt – Topper – Bentschen >122.b+c<.
Die Breslau-Schweidnitz-Freiburger Eisenbahn-Gesellschaft schloss 1874 mit der Teilstrecke Küstrin – Grünberg die erste Epoche des Bahnbaus ab >122.0<, ohne dass innerhalb des Kreises Querverbindungen entstanden wären. Eine solche stellte erst 1913/14 die Preußische Staatsbahn zwischen Crossen und Sommerfeld her >122.d<. Dieser Bahnhof war schon Knotenpunkt geworden, als 1897 die Lausitzer Eisenbahn-Gesellschaft ihre Strecke nach Teuplitz – Muskau eröffnet hatte >154.d<.
Die Staatsbahnstrecke Topper – Meseritz wurde von der Preußischen Staatsbahn 1909 in Betrieb genommen.

## Städte und Gemeinden

### Stand 1945
- Alt Rehfeld
- Baudach
- Berloge
- Beutnitz
- Bielow
- Bindow
- Birkendorf
- Bobersberg, Stadt
- Bothendorf
- Brankow
- Braschen
- Briese
- Briesnitz
- Chrumow
- Crossen/Oder, Stadt
- Dachow
- Daube
- Deichow
- Deutsch Nettkow
- Deutsch Sagar
- Dobersaul
- Drehnow
- Drewitz
- Dubrow
- Eichberg
- Friedrichswalde
- Fritschendorf
- Gersdorf
- Glembach
- Göhren
- Goskar
- Grabkow
- Griesel
- Groß Blumberg
- Grunow
- Guhlow
- Güntersberg
- Heidenau
- Hermswalde
- Hundsbelle
- Jähnsdorf
- Kähmen
- Klebow
- Klein Blumberg
- Kossar
- Krämersborn
- Kuckädel
- Kunersdorf
- Kunow
- Kurtschow
- Kuttel
- Leitersdorf
- Liebthal
- Lippen
- Lochwitz
- Logau
- Merzdorf
- Merzwiese
- Messow
- Mühlow
- Münchsdorf
- Neu Rehfeld
- Neuendorf
- Neumühl
- Pfeifferhahn
- Plau
- Pleiskehammer
- Pollenzig
- Pommerzig
- Preichow
- Radenickel
- Rädnitz
- Riesnitz
- Rusdorf
- Sarkow
- Schegeln
- Schmachtenhagen
- Schönfeld
- Seedorf
- Siebenbeuthen
- Skyren
- Sommerfeld (Nd. Lausitz), Stadt
- Straube
- Tammendorf
- Tamnitz
- Thiemendorf
- Topper
- Tornow
- Trebichow
- Treppeln
- Tschausdorf
- Weißig
- Wellmitz
- Wendisch Sagar
- Zettitz

### Vor 1939 aufgelöste Gemeinden
- Alt Beutnitz und Neu Beutnitz, 1929 zur Gemeinde Beutnitz zusammengeschlossen
- Evengrund, 1929 zu Pleiskehammer
- Murzig, 1929 zu Kähmen

### Namensänderungen
Am 28. Juli 1934 erhielt die Stadt Sommerfeld die Zusatzbezeichnung „(Nd. Lausitz)“.
Die folgenden Namensänderungen gab es 1937:
- Deutsch Nettkow → Straßburg (Oder)
- Deutsch Sagar → Boberhöh
- Dobersaul → Schönrode (Mark)
- Dubrow → Eichenhagen
- Skyren → Teichwalde
- Wendisch Sagar → Bobertal